# طوني كناب
طوني كناب (بالإنجليزية: Tony Knapp)‏ هو مدرب كرة قدم ولاعب كرة قدم بريطاني، ولد في 13 أكتوبر 1936 في نيوزستيد ‏ في المملكة المتحدة. لعب مع كوفنتري سيتي ولوس أنجلوس وولفز وليستر سيتي ونادي بول تاون ونادي ترانمير روفرز لكرة القدم ونادي ساوثهامبتون.